# Норис, Ася
Ася Норис (итал. Assia Noris; 26 (13 по старому стилю) февраля, Санкт-Петербург, Россия — 27 января 1998, Сан-Ремо, Лигурия, Италия) — итальянская актриса театра и кино.

## Биография
Дочь российского немца и украинки (отец — поручик Николай Карлович Герцфельд, в Италии представлявшийся бароном и присвоивший предикат «фон»; мать — Мария Герцфельд, в девичестве — Продяйко). Анастасия приехала с родителями после Октябрьской революции во Францию и выросла в Ницце, где и окончила школу. В 1929 году Анастасия отправилась в Италию, где стала брать уроки актёрского мастерства и вышла замуж за итальянца Гаэтано Ассиа (Gaetano Assia). Её творческий псевдоним возник из уменьшительной формы собственного имени Анастасия — Ася (которое транскрибируется во Франции как Assia) и редкого совпадения имени с фамилией мужа.
Дебютировала на большом экране в 1932 году исполнением небольшой роли в комедии Марио Боннара «Трое мужчин во фраках», но известности добилась в середине 1930-х годов благодаря фильмам режиссёра Марио Камерини, ставшего впоследствии очередным супругом актрисы (состояли в браке с 1940 по 1943 год). В его комедиях, вписывавшихся в модное тогда в итальянском кинематографе направление «Кино белых телефонов» актриса выступала зачастую в ролях наивных молодых девушек, любви которых добиваются опытные сердцееды. Её партнёрами по фильмам тех лет были тогда молодой, но уже популярный в Италии Витторио Де Сика (например в «Дам миллион», 1937, или «Но это несерьезно», 1937) и не менее известный Амедео Надзари (как в комедии «Сто тысяч долларов», 1940). Способность актрисы интерпретировать до совершенства характер своих героинь — один из элементов успеха кинолент с её участием, таких как «Синьор Макс» (1937), «Универсальные магазины» (1939, в обоих фильмах режиссёр — Марио Камерини, партнёр — Витторио Де Сика), где Норис покоряет зрителей своей экзотической красотой и элегантным стилем, став одной из кинодив итальянского кино тридцатых годов.
Успеху актрисы способствовали фильмы начала 1940-х годов — «Дора Нельсон» (1940, реж. Марио Сольдати), «История одной любви» (1942, реж. Марио Камерини) и «Выстрел» (1942, по А. С. Пушкину, реж. Ренато Кастеллани), — где она доказала свою способность играть сложные драматические роли. Однако с окончанием Второй мировой войны и наступлением прогрессивного направления в итальянском киноискусстве — неореализма — звезда Аси Норис быстро закатилась, хотя одним из пятерых её мужей был одно время и главный представитель неореализма Роберто Росселлини.
Позже уехала в Египет, где снялась в нескольких фильмах («Амина», режиссёр Гоффредо Алессандрини, 1951, и др.). В 1962 году возвратилась в Италию и с большим успехом сыграла заглавную роль в фильме «Селестина» (1964), создав сатирический образ «ультрасовременной» женщины-бизнесмена.

## Фильмография
- Трое мужчин во фраках / Trois hommes en habit, режиссёр Марио Боннар (1932) — франкоязычный вариант фильма
- Трое мужчин во фраках / Tre uomini in frac, режиссёр Марио Боннар (1933) — италоязычный вариант того же сюжета
- La signorina dell’autobus, режиссёр Нунцио Маласомма (1933)
- Ева ищет отца / Ève cherche un père, режиссёр Марио Боннар (1933)
- Преступление / Giallo, режиссёр Марио Камерини (1933)
- Марш новобрачных / La marche nuptiale, режиссёр Марио Боннар (1934) — франкоязычный вариант фильма
- Марш новобрачных / La marcia nuziale, режиссёр Марио Боннар (1934) — италоязычный вариант того же сюжета
- Те двое / Quei due, режиссёр Дженнаро Риджелли (1935)
- Дам миллион / Darò un milione, режиссёр Марио Камерини (1935)
- Человек, который улыбается / L’uomo che sorride, режиссёр Марио Маттоли (1936)
- Но это несерьезно / Ma non è una cosa seria, режиссёр Марио Камерини (1936)
- Майерлинг / Mayerling, режиссёр Анатоль Литвак (1936)
- Una donna tra due mondi, режиссёр Гоффредо Алессандрини (1936)
- Господин Макс / Il signor Max, режиссёр Марио Камерини (1937)
- Нина, недоступная и не глупая / Nina, non far la stupida, режиссёр Нунцио Маласомма (1937)
- Мамаша Колибри / Maman Colibri, режиссёр Жан Древиль (1937)
- Allegri masnadieri, режиссёр Марко Эльтер (1937)
- Хочу жить с Летицией / Voglio vivere con Letizia, режиссёр Камилло Мастрочинкве (1938)
- Дом греха / La casa del peccato, режиссёр Макс Нойфельд (1938)
- Сердцебиение / Batticuore, режиссёр Марио Камерини (1939)
- Универсальные магазины / I grandi magazzini, режиссёр Марио Камерини (1939)
- Дора Нельсон / Dora Nelson, режиссёр Марио Сольдати (1940)
- Сто тысяч долларов / Centomila dollari, режиссёр Марио Сольдати (1940)
- Романтическое приключение / Una romantica avventura, режиссёр Марио Камерини (1940)
- С женщинами не шутят / Con le donne non si scherza, режиссёр Джордио Симонелли (1941)
- Медовый месяц / Luna di miele, режиссёр Джакомо Джентиломо (1941)
- Margherita fra i tre, режиссёр Иво Перилли (1942)
- Выстрел / Un colpo di pistola, режиссёр Ренато Кастеллани (1942)
- История одной любви / Una storia d’amore, режиссёр Марио Камерини (1942)
- Он приехал в день всех святых / Il viaggiatore d’Ognissanti (Le voyageur de la Toussaint), режиссёр Луи Дакен (1943)
- Капитан Фракасс / Le capitaine Fracasse), режиссёр Абель Ганс (1943)
- Маленькая жена[итал.] / Una piccola moglie, regia di режиссёр Джорджио Бьянчи (1943)
- новелла Non rubare в фильме I dieci comandamenti, режиссёр Джорджио Уолтер Чили (1945)
- Che distinta famiglia!, режиссёр Марио Боннар (1945)
- Амина / Amina, Египет, режиссёр Гоффредо Алессандрини (1950)
- Селестина / La Celestina P… R…, режиссёр Карло Лидзани (1965)